# 麥當勞·馬里加
麥當勞·馬里加（McDonald Mariga，1987年4月4日—），肯亞的已退役足球員，司职中場，曾效力意甲勁旅國際米蘭。他是曾效力蘇超班霸些路迪和英超熱刺的九十後球星雲耶馬的姪兒。
馬里加於2010年3月16日作客英超球隊車路士的歐聯十六強賽事中後備上陣，成為首位在歐聯上陣的肯雅足球運動員。

## 球員生涯

### 早年
馬里加的足球生涯是在肯雅的足球會開始，他曾於2002年和2003年連續兩次贏得全國錦標賽。肯雅中場於2005年加盟瑞典次級聯賽球會恩科平 SK。渡過一個賽季之後，於2006年轉投希爾星堡，加盟後便以出色的表現成為球隊正選。當時英超球會樸茨茅夫主帥有意羅致他，但因工作證問題令轉會失敗。

### 帕爾馬
2007年8月，馬里加以借用球員身份加盟意甲球會帕爾馬，球會擁有優先收購權。在這一年他卓越的表現令帕爾馬於2008年夏季與馬里加簽約四年，直到在2012年6月，轉會費為150萬歐元。馬里加為帕爾馬在2008/09賽季意乙聯賽上陣35次在中攻入三球，以協助球隊於2009/10賽季重返意甲。
2010年1月，馬里加接近加盟英超球會曼城，但因工作證問題而令轉會告吹。而如果他最終成功加盟曼城的话，他將是第一名登陸英超的東非球員。

### 國際米蘭
2010年2月1日，轉會期的最後一天，國際米蘭與帕爾馬達成馬里加的轉會協議。轉會費為250萬歐元現金外加價值250萬歐元的乔纳森·比亚比亚尼的一半擁有權及租借至賽季結束。馬里加簽約至2014年，將穿上17號球衣。國際米蘭主席表示，馬里加是球隊在1月轉會期裡最好的收購。
2月3日，馬里加在2009年意大利盃準決賽首回合對陣費倫天拿的賽事中首次代表國際米蘭上陣。3月16日，馬里加在作客英超球隊車路士的歐聯十六強賽事中後備上陣，成為首位在歐聯上陣的肯雅足球運動員。4月24日，馬里加在聯賽主場對陣阿特蘭大的賽事中攻入加盟後的第一球，協助球隊以3-1勝出。
2010年6月，國際米蘭以920萬歐元收購馬里加及比亚比亚尼的所有擁有權。其中比亚比亚尼的一半共有權為460萬歐元, 而馬里加的一半共有權為460萬歐元。所以馬里加的轉會費費共960萬歐元。

在2011-12赛季初，马里加被租借到西甲俱乐部皇家社会。在回到国米的半个赛季后，他在2013年1月的转会窗口被租借到帕尔马，他在对阵拉齐奥的比赛中打进了他该赛季的唯一进球。在接下来的赛季中，他在对阵诺瓦拉的比赛中受伤，这使他在本赛季剩下的时间里无法参加比赛。在赛季结束时，应教练安德烈·斯特拉马乔尼的要求，他和比亚比亚尼一起回到了国米，但在2014年5月被俱乐部解约。

### 帕尔马、拉蒂纳和奥维耶多
2014年9月4日，马里加与帕尔马重新签约，他在2010年离开该队加入国米。2016年1月，他与意乙俱乐部拉蒂纳签约。2017年7月31日，马里加与西班牙乙级联赛俱乐部皇家奥维耶多签订了一份为期一年的合同。

## 國家隊
馬里加第一次參與的國家隊賽事是於2007年3月24日，肯雅對斯威士蘭的賽事。在2010年世界盃外圍賽 (非洲區)中取得兩個入球，但也無法協助球隊晉身2010年非洲國家盃及2010年世界盃足球賽決賽週。

## 个人生活
马里加的父亲诺亚·万亚马是一名左前卫，曾为肯尼亚联赛豹队和肯尼亚国家足球队效力。他的弟弟维克托·万亚马也是一名职业足球运动员，而他的其他兄弟托马斯和西尔维斯特也是肯尼亚超级联赛的球员。他们的妹妹梅西是兰阿塔高中篮球队的队长，之前还踢过足球和篮网球。
2019年9月，马里加在宣布计划在基贝拉其中一个选区的补选中竞选议会席位后，首次亮相肯尼亚政坛。他被朱比利党提名为基贝拉补选的代表。这次补选是因为前国会议员肯·奥科思去世，他在与结肠癌长期斗争后于2019年7月26日去世。
然而，肯尼亚选举委员会IEBC没有批准马里加参加选举。 尽管马里加在2019年8月26日申请登记为斯塔雷赫选区的选民，但IEBC坚持认为他的名字不在其登记册中。马里加对这一决定提出上诉，但此事尚未有结果。如果他有资格参选，他将与ODM的伯纳德·奥科特和其他几位竞争者对决。

## 榮譽
國際米蘭
- 意大利甲組足球聯賽 冠軍：2009/10年
- 意大利盃 冠軍：2010年
- 歐洲聯賽冠軍盃 冠軍：2010年
- 意大利超級盃 冠軍：2010年

## 外部連結
- Kenyan Footie （页面存档备份，存于） - 肯亞足球
- 國際米蘭官方 馬里加檔案 （页面存档备份，存于）